# GATA (facteur de transcription)
Pour les articles homonymes, voir Gata.
Les facteurs de transcription GATA sont une famille de protéine à doigt de zinc se fixant sur la séquence ADN « GATA » et ayant un rôle de facteur de transcription.
Six protéines ont été identifiées : la GATA1, GATA2, GATA3, GATA4, GATA5 et la GATA6.